# Free (album Kate Ryan)
"Free" to czwarty album studyjny nagrany przez belgijską wokalistkę dance Kate Ryan. Płyta została wyprodukowana przez Niclasa Kingsa i Niklasa Bergwalla. Longplay ukazał się na rynkach muzycznych w całej Europie dnia 30 maja 2008.

## Informacje o albumie
W roku 2007, razem z duetem producenckim Niclasem Kingsem oraz Niklasem Bergwallem, Kate Ryan wkroczyła do studia, by nagrać materiał na swój czwarty w karierze album muzyczny. Zaraz przed rozpoczęciem prac nad krążkiem, wokalistka zmieniła wytwórnię muzyczną w swoim kraju, z którą związana była od początku swej kariery. Podobnie jak w pozostałych krajach Europy nową wytwórnią, która przejęła wydawanie płyt Kate Ryan stała się Universal Music Group. W Polsce natomiast, bez zmian, "Free" wydany został pod szyldem Magic Records, podwytwórni Universalu.
Pierwszym singlem z krążka okazała się kompozycja "Voyage voyage", cover przeboju Desireless, wydany w roku 2007 jeszcze przed datą ustalenia premiery oraz nazwy czwartego albumu artystki. Drugi singel, utwór "Like I Love You", wydany na początku 2008 roku ukazał się jedynie na rynkach muzycznych w Belgii i Polsce. Trzecim, a zarazem głównym singlem promującym longplay stała się piosenka "Ella elle l'a" znana w latach 80. dzięki wykonaniu France Gall. Utwór, wydany na rynki muzyczne w wielu krajach Europy, zaraz po ukazaniu się, zyskał ogromną popularność debiutując na pozycji #10 w Niemczech.
W Polsce album Free sprzedał się w liczbie ponad 10 000 egzemplarzy, co pozwoliło krążkowi uzyskać status złotej płyty.

## Lista utworów

### Wersja międzynarodowa
Data wydania: 30 maja 2008

Czas trwania: 46:25
| #   | Tytuł                                              | Czas |
| --- | -------------------------------------------------- | ---- |
| 1.  | Voyage voyage                                      | 3:05 |
| 2.  | Ella elle l'a                                      | 3:06 |
| 3.  | I Surrender                                        | 3:31 |
| 4.  | Toute premiére fois                                | 4:06 |
| 5.  | Tes Yeux                                           | 3:44 |
| 6.  | Take Me Down                                       | 4:29 |
| 7.  | Pour quel amour                                    | 3:42 |
| 8.  | Put My Finger On It                                | 3:31 |
| 9.  | Like I Love You                                    | 3:15 |
| 10. | A La Folie                                         | 3:55 |
| 11. | We All Belong                                      | 3:28 |
| 12. | Tonight We Ride/No Digas Que No (featuring Soraya) | 3:03 |
| 13. | Free                                               | 3:29 |

### Wersja hiszpańska
Data wydania: 30 maja 2008

Czas trwania: 46:25
| #   | Tytuł                                              | Czas |
| --- | -------------------------------------------------- | ---- |
| 1.  | Ella elle l'a                                      | 3:05 |
| 2.  | Tonight We Ride/No Digas Que No (featuring Soraya) | 3:03 |
| 3.  | Voyage voyage                                      | 3:06 |
| 4.  | I Surrender                                        | 3:31 |
| 5.  | Who Do You Love                                    | 3:42 |
| 6.  | Your Eyes                                          | 3:44 |
| 7.  | Like I Love You                                    | 3:15 |
| 8.  | Take Me Down                                       | 4:29 |
| 9.  | Put My Finger On It                                | 3:31 |
| 10. | Sweet Mistakes                                     | 3:55 |
| 11. | Toute premiére fois                                | 4:06 |
| 12. | We All Belong                                      | 3:28 |
| 13. | Free                                               | 3:29 |

## Single
źródło: – do zweryfikowania
| Rok  | Singel               | Pozycje na listach | Pozycje na listach | Pozycje na listach | Pozycje na listach | Pozycje na listach | Pozycje na listach | Pozycje na listach | Pozycje na listach | Pozycje na listach | Pozycje na listach | Album |
| Rok  | Singel               | BEL                | GER                | SPA                | FRA                | SWI                | AUT                | SWE                | DEN                | NLD                | FIN                | Album |
| ---- | -------------------- | ------------------ | ------------------ | ------------------ | ------------------ | ------------------ | ------------------ | ------------------ | ------------------ | ------------------ | ------------------ | ----- |
| 2007 | "Voyage voyage"      | 2                  | 13                 | 4                  | —                  | —                  | 26                 | 26                 | —                  | 10                 | 10                 | Free  |
| 2008 | "Like I Love You"    | 12                 | —                  | —                  | —                  | —                  | —                  | —                  | —                  | —                  | —                  | Free  |
| 2008 | "Ella elle l'a"      | 7                  | 10                 | 1                  | —                  | 50                 | 23                 | 2                  | 29                 | 2                  | —                  | Free  |
| 2008 | "I Surrender"        | 27                 | —                  | —                  | —                  | —                  | —                  | —                  | —                  | 12                 | —                  | Free  |
| 2009 | "Your eyes/Tes yeux" | —                  | —                  | —                  | —                  | —                  | —                  | —                  | —                  | 80                 | —                  | Free  |

## Pozycje na listach

### Listy sprzedaży
| Lista sprzedaży (2008)        | Najwyższa pozycja |
| ----------------------------- | ----------------- |
| Belgia IFPI Albums Chart      | 4                 |
| Niemcy IFPI Albums Chart      | 47                |
| Szwajcaria IFPI Albums Chart  | 96                |
| Polska OLIS/ZPAV Albums Chart | 20                |
| Szwecja IFPI Albums Chart     | 35                |

### Certyfikaty
| Państwo | Certyfikat  | Sprzedaż |
| ------- | ----------- | -------- |
| Polska  | złota płyta | + 10 000 |